# Thure Gabriel Rudenschöld den äldre
Thure Gabriel Rudenschöld, född 15 maj 1759 i Stockholm, död 20 april 1839 i Kristinehamn, var en svensk överstelöjtnant, godsägare och tecknare.
Han var son till Carl Rudén adlad Rudenschöld och Christina Sofia Bielke samt gift första gången från 1794 med Christina Hedengren och andra gången från 1810 med friherrinnan Charlotta Eleonora Fleetwood. Han var bror till Magdalena Charlotta Rudenschöld samt far till Carl, Thure och Torsten Rudenschöld. Han blev korpral vid Livregementet till häst 1767 och livdrabant 1774. Han utnämndes till fänrik vid Närkes och Värmlands regemente 1776 och förflyttades till Södermanlands regemente 1780 där han blev löjtnant 1781. Han återvände till Närkes och Värmlands regemente där han blev kapten 1784 och major 1791 samt överstelöjtnant 1796. Som soldat deltog han i det finska kriget 1788-1790. Han var från 1780 kammarherre hos prinsessan Sofia Albertina. Efter beviljat avsked från krigstjänsten 1805 övergick han till jordbruksnäringen och drev gårdarna Gudhammar och Kroppfjäll. Efter att Ture Gabriel blev änkling 1812 återkom Magdalena Rudenschöld till Sverige för att sköta sin brors hushåll och undervisa barnen på Kroppfjäll. Flera platser runt gården är fortfarande förknippade med henne. Bland annat Suckarnas allé, Tårarnas bäck och ett träd som naturen format till en lyra som hon lät stränga. På ett av fönstren på Kroppfjäll ristade hon 1823 med sin diamantring in texten O, den som låge under naturens vita bårtäcke. Vid sidan av sin militära tjänst var han verksam som tecknare och finns representerad vid bland annat Uppsala universitetsbibliotek.